# کوهی‌توکای ویتنامی
کوهی‌توکای ویتنامی (نام علمی: Cutia legalleni) یک گونه پرنده از خانواده توکایان خندان است که در لائوس و ویتنام یافت می‌شود.
زیستگاه طبیعی آن جنگل‌های کوهستانی نمناک استوایی است. کوهی‌توکای ویتنامی توسط IUCN در معرض خطر تلقی نمی‌شود، اما از آنجایی که دامنه آن بسیار محدودتر از بستگان غربی آن است، پس از تقسیم به عنوان گونه‌ای نزدیک تهدید طبقه‌بندی می‌شود.